# Daniel Cornelius Maria Rauh
Daniel Cornelius Maria Rauh (* 1801; † 5. Februar 1890 in Hanau) war ein deutscher Verwaltungsbeamter und Landrat des Kreises Hanau.

## Herkunft und Ausbildung
Daniel Rauh war ein Sohn des Johann Heinrich Rauh (1759–1821), kurfürstlich-hessischer Justiz-Amtmann in Windecken, und der Auguste Piton (1772–1849). Er studierte Staatswissenschaften.

## Karriere
Daniel Rauh war Referendar bei der Regierung der Provinz Hanau, wo er seit 1831 nachgewiesen ist. Er wechselte zur Verwaltung des Kreises Hanau, wo er als Kreissekretär arbeitete. 1840 war er in gleicher Funktion im Kreis Hersfeld tätig, ein Jahr später aber wieder im Kreis Hanau. 1849 wurde er im Rahmen der Revolution von 1848 Landrat des Kreises Hanau (der Titel lautete damals: „Erster Verwaltungsbeamter“). Mit der einsetzenden Reaktionsära nach der Revolution wurde er 1851 abgelöst. Anschließend wurde er als „Regierungsrat“ geführt, was auf eine Tätigkeit in der Verwaltung der Provinz Hanau hindeutet.